# المجلس الرئاسي (ليبيا)
المجلس الرئاسي الليبي هي هيئة تنفيذية تم تشكيلها بموجب بنود الاتفاق السياسي الليبي التي تم توقيعه في 17 ديسمبر 2015 تحت رعاية الأمم المتحدة بهدف وضع حد للحرب الأهلية الليبية الثانية تمت المصادقة على الاتفاقية بالإجماع من قبل مجلس الأمن التابع للأمم المتحدة الذي رحب بتشكيل مجلس الرئاسة واعترف بأن حكومة الوفاق الوطني هي الحكومة التنفيذية الشرعية الوحيدة في ليبيا. رَأَسَ المجلس الرئاسي حكومة الوفاق الوطني الليبية.

## المهام
يتولى المجلس مهام رئيس الدولة الليبية بصفة مشتركة،  وضمان قيادة القوات المسلحة الليبية.

## التاريخ
منذ عام 2014، تنافست حكومتان، واحدة في طرابلس والأخرى في طبرق، على السلطة. تم الاعتراف بالحكومة في طبرق من قبل المجتمع الدولي قبل تشكيل المجلس الرئاسي.
في 30 مارس 2016 وصل رئيس المجلس الرئاسي فايز السراج (عضو سابق في مجلس النواب الليبي) وسبعة من أعضاء المجلس الآخرين إلى طرابلس في قاعدة أبو ستة البحرية.
في اليوم التالي، أفادت الأنباء أن حكومة الوفاق الوطني قد سيطرت على مكاتب رئاسة الوزراء وأن رئيس حكومة الإنقاذ الوطني خليفة الغويل المنافس لرئيس الوزراء المعين قد فر إلى مصراتة. في 5 أبريل، أعلنت حكومة الإنقاذ الوطني استقالتها والتنازل عن السلطة للمجلس الرئاسي.

## قائمة الأعضاء
يتألف المجلس الرئاسي من تسعة أعضاء وهم رئيس للمجلس وخمسة نواب للرئيس وثلاثة وزراء دولة، كل عضو في المجلس من دائرة مختلفة. أي قرار يتخذه المجلس يجب أن يوافق عليه بالإجماع من رئيسه وجميع نواب الرئيس
| العضو             | المنصب                 | منذ          | حتى           | الدائرة                          |
| ----------------- | ---------------------- | ------------ | ------------- | -------------------------------- |
| فايز السراج       | رئيس مجلس الرئاسة      | 12 مارس 2016 | 5 فبراير 2021 | غرب ليبيا                        |
| موسى الكوني       | نائب رئيس مجلس الرئاسة | 12 مارس 2016 | 2 يناير 2017  | جنوب ليبيا                       |
| فتحي المجبري      | نائب رئيس مجلس الرئاسة | 12 مارس 2016 | 18 يوليو 2018 | شرق ليبيا (حرس المنشآت النفطية)  |
| عبد السلام كاجمان | نائب رئيس مجلس الرئاسة | 12 مارس 2016 | 5 فبراير 2021 | غرب ليبيا (حزب العدالة والبناء)  |
| أحمد معيتيق       | نائب رئيس مجلس الرئاسة | 12 مارس 2016 | 5 فبراير 2021 | غرب ليبيا (مصراتة)               |
| علي القطراني      | نائب رئيس مجلس الرئاسة | 12 مارس 2016 | 8 أبريل 2019  | شرق ليبيا (الجيش الوطني الليبي)  |
| عمر الأسود        | وزير                   | 12 مارس 2016 | 5 فبراير 2021 | غرب ليبيا (الزنتان)              |
| أحمد حمزة المهدي  | وزير                   | 12 مارس 2016 | 5 فبراير 2021 | جنوب ليبيا                       |
| محمد عماري زايد   | وزير                   | 12 مارس 2016 | 5 فبراير 2021 | غرب ليبيا (المؤتمر الوطني العام) |

في الخامس من فبراير 2021 تم تجديد المجلس على النحو التالي بانتخاب منتدى الحوار السياسي الليبي لأعضائه تحت إشراف الأمم المتحدة:
| العضو           | المنصب                 | منذ           | حتى | الدائرة    |
| --------------- | ---------------------- | ------------- | --- | ---------- |
| محمد المنفي     | رئيس مجلس الرئاسة      | 5 فبراير 2021 |     | شرق ليبيا  |
| عبد الله اللافي | نائب رئيس مجلس الرئاسة | 5 فبراير 2021 |     | غرب ليبيا  |
| موسى الكوني     | نائب رئيس مجلس الرئاسة | 5 فبراير 2021 |     | جنوب ليبيا |

## مقالات ذات صلة
- مجلس الوزراء الليبي
- مجلس النواب (ليبيا)
- المجلس الأعلى للدولة (ليبيا)

## روابط خارجية
- حكومة الوحدة الوطنية - الموقع الرسمي
- حكومة الوحدة الوطنية - الموقع الرسمي على فيسبوك
- حكومة الوحدة الوطنية - الموقع الرسمي على تويتر